# Sarcophaga spinigena
Sarcophaga spinigena är en tvåvingeart som beskrevs av Camillo Rondani 1863. Sarcophaga spinigena ingår i släktet Sarcophaga och familjen köttflugor. Inga underarter finns listade i Catalogue of Life.